# Saint-Aquilin
Saint-Aquilin è un comune francese di 513 abitanti situato nel dipartimento della Dordogna nella regione della Nuova Aquitania.

## Società

### Evoluzione demografica
Abitanti censiti